# Charulata
Charulata (bengalí চারুলতা Cārulatā; |l'esposa solitària) és una pel·lícula dramàtica índia de 1964 escrita i dirigida per Satyajit Ray. Basat en la novel·la Nastanirh de Rabindranath Tagore, és protagonitzada per Soumitra Chatterjee, Madhabi Mukherjee i Sailen Mukherjee. La pel·lícula és considerada una de les millors obres de Ray.
Tant la primera com l'última escenes són aclamades per la crítica. La primera escena, gairebé sense diàlegs, mostra la soledat de la Charu i com mira el món exterior a través dels prismàtics. A l'última escena, quan la Charu i el seu marit estan a punt d'apropar-se i agafar-se les mans, la pantalla es congela. Això s'ha descrit com un ús preciós de la imatge congelada al cinema.

## Argument
Charulata està basada en la història "Nastanirh (el niu trencat)" de Rabindranath Tagore, ambientada a Calcuta a finals del segle xix. El Renaixement bengalí està en el seu apogeu, i l'Índia està sota domini britànic. La pel·lícula gira al voltant de Charulata (Madhabi Mukherjee), la intel·ligent i bella dona de Bhupati (Sailen Mukherjee). Edita i publica un diari polític. Bhupati és un intel·lectual bengalí de classe alta amb un gran interès per la política i el moviment per la llibertat.
Charu està interessada en les arts, la literatura i la poesia. Encara que Bhupati estima la seva dona, no té temps per a ella. Poca cosa té a fer a la casa dirigida per una flota de criats. Donant per fet el seu avorriment, Bhupati convida el germà gran de Charu, Umapada, i la seva dona Manda a viure amb ells. Umapada ajuda a fer funcionar la revista i la impremta. Manda, amb les seves maneres tontes i crues, no és companyia per a la sensible i intel·ligent Charulata.
Amal (Soumitra Chatterjee), el cosí petit de Bhupati, ve de visita. Bhupati li demana que fomenti els interessos culturals de Charu. Amal és jove i guapo, i és del mateix grup d'edat que Charu. Té ambicions literàries i comparteix els seus interessos per la poesia. Li proporciona la companyia intel·lectual i l'atenció molt necessàries. Entre Charulata i Amal s'estableix una amistat íntima i burlona. Hi ha un toc de rivalitat quan ella publica una història breu per ella mateixa sense ell, després de la publicació d'un poema que li havia prohibit publicar. S'adona que Charulata està enamorada d'ell, però es resisteix a correspondre a causa de la culpa.
Mentrestant, el germà i la cunyada de Charu estafen a Bhupati els seus diners i fugen. Això enfonsa el diari i la premsa de Bhupati. L'episodi destrossa en Bhupati que admet la seva ferida a Amal. Li diu a Amal que ara Amal és l'única en qui pot confiar.
Amal es veu superat per la culpa de trair el seu cosí. També se sent incòmode amb l'intel·lecte superior de Charu que ha ajudat a nodrir. Se'n va sense avisar. Deixa enrere una carta a Bhupati i prohibeix a Charu deixar d'escriure.
La Charu té el cor trencat, però amaga la seva decepció. Bhupati accidentalment entra a la seva habitació i la troba plorant per Amal. Bhupati s'adona dels sentiments de Charu per Amal. Està trencat, commocionat i desconcertat.
Surt precipitadament de la casa i vaga sense rumb al seu carruatge. Al seu retorn, en Charu i en Bhupati fan un gest vacil·lant per allargar la mà, però les seves mans esteses romanen congelades en una temptativa de gest.
- Madhabi Mukherjee - Charulata
- Soumitra Chatterjee - Amal
- Shailen Mukherjee - Bhupati Dutta
- Shyamal Ghoshal - Umapada
- Gitali Roy - Manda
- Bholanath Koyal - Braja
- Suku Mukherjee - Nishikanta
- Dilip Bose - Shashanka
- Joydeb - Nilotpal Dey
- Bankim Ghosh - Jagannath

## Producció
Charulata es basa en la novel·la de 1901 Nastanirh (El niu trencat) de l'autor bengalí Rabindranath Tagore. Més tard, Ray va dir que li agradava la novel·la perquè "té una qualitat occidental i la pel·lícula, òbviament, comparteix aquesta qualitat. Per això puc parlar de Mozart en relació amb Charulata amb força validesa." Ray va decidir ambientar la pel·lícula a la dècada de 1880 en lloc de l'any 1901 i va passar molts mesos investigant els antecedents històrics. Per primera vegada a la seva carrera va treballar sense termini tant durant la preproducció com durant el rodatge. Ray va treballar estretament amb el director d'art Bansi Chandragupta i no es va rodar cap escena interior al lloc. Tots els conjunts van ser construïts o remodelats per retratar amb precisió l'Índia a la dècada de 1880. Ray va dir que "Charulata" era la seva preferida de les seves pel·lícules.

## Recepció
Charulata té una de les valoracions més altes per a una pel·lícula índia a Rotten Tomatoes, una puntuació del 96% basada en 26 crítiques amb una puntuació mitjana de 9,2/10. Ha estat àmpliament considerada com una de les grans pel·lícules fetes en la història del cinema indi i ha també va guanyar un gran reconeixement de la crítica a l'estranger.
A Sight and Sound, Penelope Houston va elogiar la pel·lícula, afirmant que "la interacció de la sofisticació i la senzillesa és extraordinària". Una ressenya a The New York Times va afirmar que la pel·lícula "es movia com un caragol majestuós, igual que totes les pel·lícules de Ray". El 1965, The Times of London va remarcar que la descripció dels valors de la pel·lícula semblava influenciada pels anglesos, afirmant que "aquest estrat de la vida índia era més anglès que a Anglaterra". Peter Bradshaw de The Guardian va qualificar la pel·lícula d'"extraordinàriament vívida i fresca". Al Sight & Sound Critics' Poll of Greatest Films of All Time de 1992 Charulata va rebre 4 vots. La pel·lícula va ocupar la 6a posició a l'enquesta critica del British Film Institute i 7a a la seva enquesta d'usuaris de "Top 10 Indian Films" de tots els temps de 2002.
Per a consternació de Ray, la pel·lícula va ser rebutjada al Festival de Cinema de Canes, un moviment protestat per David Lean i Ingmar Bergman. La pel·lícula és, suposadament, una de les preferides de tots els temps de Jean-Luc Godard.
Es va mostrar com a part de la secció de Cannes Classics del 66è Festival Internacional de Cinema de Canes. Va ser premiat com a millor director pel Festival de Cinema de Berlín.
Amb motiu del centenari del naixement de Ray, el periodista sènior B.M. Hanif del diari Prajavani havia informat el 21 de maig de 2020 que en el moment de l'estrena hi havia especulacions que la història es basava en la vida de Rabindranath Tagore, el seu germà Jyotirindranath Tagore (que era 12 anys més gran que ell) i la seva cunyada Kadambari Devi (que era dos anys més gran que ell) tenint en compte el fet que la història passa entre 1879 i 1880 quan Rabindranath tenia 19 anys i que Kadambari Devi es va suïcidar quatre mesos després que Rabindranath es va casar als 23 anys el 1883 amb la Mrinalini Devi, de 9 o 11 anys.

## Conservació
L'Academy Film Archive va conservar Charulata el 1996.

## Premis
- Ós de Plata al millor director al 15è Festival Internacional de Cinema de Berlín el 1965.[17]
- Premi Lotus d'Or a la millor pel·lícula als National Film Awards (Índia) el 1965.
- Nominada a l'Espiga d'Or a la Seminci de 1968.[18]

## Homenatge
La pel·lícula conté una famosa escena en què Charu (Madhabi Mukherjee) canta la cançó de Rabindranath Tagore "Fule Fule Dhole Dhole" en un gronxador, mentre mira a Amal (Soumitra Chatterjee). L'escena rep un homenatge a la pel·lícula de Bollywood Parineeta durant la seqüència de la cançó, Soona Man Ka Aangan. De fet, la Lalita de Parineeta (Vidya Balan) està vestida per semblar-se al Charu de Nastanirh/Charulata. A més, Parineeta es basa en la novel·la Parineeta de Sarat Chandra Chattopadhyay que va ser un conegut contemporani de Tagore (i que va escriure novel·les relacionades amb la reforma social).

## Mitjans domèstics
El 2013, The Criterion Collection va publicar una transferència digital d'alta definició restaurada i noves traduccions de subtítols.